# Улснис
Улснис (њем. Ulsnis) општина је у њемачкој савезној држави Шлезвиг-Холштајн. Једно је од 134 општинска средишта округа Шлезвиг-Фленсбург. Према процјени из 2010. у општини је живјело 683 становника. Посједује регионалну шифру (AGS) 1059094.

## Географски и демографски подаци
Улснис се налази у савезној држави Шлезвиг-Холштајн у округу Шлезвиг-Фленсбург. Општина се налази на надморској висини од 5 метара. Површина општине износи 19,8 km². У самом мјесту је, према процјени из 2010. године, живјело 683 становника. Просјечна густина становништва износи 34 становника/km².